# اوشاری کوهن
اوشاری کوهن (عبری: אושרי כהן‎؛ زادهٔ ۱۱ ژانویهٔ ۱۹۸۴) هنرپیشه، و بازیگر تئاتر اهل اسرائیل است. وی از سال ۱۹۹۴ میلادی تاکنون مشغول فعالیت بوده‌است.
از فیلم‌ها یا برنامه‌های تلویزیونی که وی در آن نقش داشته‌است می‌توان به بوفورت، لبنان اشاره کرد.
وی همچنین برندهٔ جوایزی همچون شیر طلایی شده‌است.